# 坦諾爾烏帕齊拉
坦諾爾乌帕齐拉是孟加拉国拉傑沙希縣的一个乌帕齐拉，位於拉傑沙希专区的拉傑沙希縣。

## 人口
據1991年孟加拉國人口普查，坦諾爾共有戶數47,425戶，人口191330人。其中男性佔比49.15%，女性佔比50.85%；成年人口94,048人。該地7歲以上人口之平均識字率為48.8%。